# オキュズギョズ
オキュズギョズ（トルコ語: Öküzgözü）は赤ワイン用のブドウ品種である。トルコ全土でひろく栽培されており、トルコ国内でもっとも生産量の多いブドウ品種である。アナトリア半島東部のエラズーが原産かつアナトリア最古のブドウ品種だと考えられており、エラズー近隣のスィワス、エルズィンジャン、マラティヤなどで栽培されているKara Erikという品種と同一種であることがDNA解析によって判明している。
「Öküzgözü」は「雄牛の眼」を意味し、その名の通り果実が大きくて肉厚で黒いことが特徴である。果実同士が密着した大きな果房をつけ、その糖度は概して高い。耐病性がよく、粘土ローム土壌および乾燥した環境が栽培に適している。トルコにおける栽培面積は2010年時点で1656ヘクタールである。
オキュズギョズのワインはミディアムボディでドライかつフレッシュな酸味が特徴であるため、タンニンが強いボアズケレのワインとブレンドされることが多い。